# Pseudoscleropodium purum
Espèce
Pseudoscleropodium purum, appelée aussi Mousse des jardiniers, est une espèce de bryophytes (mousses) de l’ordre des Hypnales.

## Phytonymie
Le nom Pseudoscleropodium vient du grec pseudēs, trompé pouspied, et sklêros rude, allusion à la soie (pied portant la capsule) rugueuse au toucher, Pseudo faisant référence à la classification classique qui faisait du genre Pseudoscleropodium un genre proche de Scleropodium. L'épithète spécifique purum signifie pur.

## Description
Plante vivace rampante, elle porte des rameaux arrondis, en disposition pennée. Les feuilles très recouvrantes sont appliquées contre la tige, concaves, apiculées et à nervure unique assez courte.

## Liste des variétés et formes
Selon Tropicos (19 juin 2013) (Attention liste brute contenant possiblement des synonymes) :
- variété Pseudoscleropodium purum var. acuminatum Latzel
- forme Pseudoscleropodium purum fo. adpressum (Jaap) C.E.O. Jensen
- forme Pseudoscleropodium purum fo. angustifolium Papp
- forme Pseudoscleropodium purum fo. australe (M.T. Lange) Podp.
- forme Pseudoscleropodium purum fo. bouvetii (Corb.) Podp.
- forme Pseudoscleropodium purum fo. condensatum (G. Roth ex Zodda) Podp.
- forme Pseudoscleropodium purum fo. depauperatum (Warnst.) Podp.
- forme Pseudoscleropodium purum fo. distichum (M.T. Lange) Podp.
- forme Pseudoscleropodium purum fo. elatum (Jaap) C.E.O. Jensen
- forme Pseudoscleropodium purum fo. glaucescens (Torka) Podp.
- forme Pseudoscleropodium purum fo. molle (Mikut.) Podp.
- forme Pseudoscleropodium purum fo. nigrescens (Jaap) Podp.
- forme Pseudoscleropodium purum fo. obscurum (Torka) Podp.
- forme Pseudoscleropodium purum fo. oxycladum Luisier
- forme Pseudoscleropodium purum fo. simplex (Loeske) Podp.
- forme Pseudoscleropodium purum fo. squarrosum Latzel
- forme Pseudoscleropodium purum fo. turgescens (Renauld & Hérib.) Podp.
- forme Scleropodium purum fo. sciaphilum J.J. Amann